# Easar
Easar Breac, auch Esarg und Esar Brec, ist eine Sagenfigur aus der keltischen Mythologie Irlands. Er ist im Lebor Gabála Érenn („Das Buch der Landnahmen Irlands“) als Sohn des Formoren Neit und Vater des Heilers der Túatha Dé Danann, Dian Cecht, genannt. Da er in den erhaltenen irischen Sagen nur am Rande in der oben genannten Funktion als Vater oder Sohn erwähnt wird, ist sonst nur wenig über ihn bekannt.
Es existieren zwei unterschiedliche Herleitungen des Namens, die eine bringt ihn mit dem irischen Wort eas für „Wasserfall“ in Verbindung, die andere versucht eine Ableitung von der Wurzel *aisu mit der Bedeutung „Feuer“ oder „Hitze“. 
Die esoterische Richtung des Keltischen Neopaganismus bringt Easar Breac mit dem gallischen Gott Esus in Verbindung und interpretiert ihn als Jagd- oder Feuergottheit.